# Jednostka przygotowawcza: Aniołki kontra Ancymony
Jednostka przygotowawcza: Aniołki kontra Ancymony (ang. Prep & Landing: Naughty vs. Nice) – amerykański film animowany z 2011 roku w reżyserii Kevina Detersa i Steviego Wermersa-Skeltona. Wyprodukowany przez Walt Disney Animation Studios. Światowa premiera filmu odbyła się 5 grudnia 2011 roku na kanale ABC, natomiast w Polsce odbyła się 26 grudnia 2011 roku w TV Puls.

## Fabuła
25 grudnia zbliża się wielkimi krokami. Magia świąt jest jednak w wielkim niebezpieczeństwie! Haker komputerowy wykradł ściśle tajną technologię prosto z bieguna północnego! Wayne i Lanny muszą się pośpieszyć, by ocalić święta. Do pomocy Wayne rekrutuje eksperta, który niespodziewanie okazuje się jego nieznanym bratem.

## Obsada
- Dave Foley – Wayne[2]
- Derek Richardson – Lanny[2]
- Sarah Chalke – Magee[2]
- Rob Riggle – Noel[2]
- Chris Parnell – pan Thistleton[2]
- William Morgan Sheppard – Święty Mikołaj

## Wersja polska
Wystąpili:
- Waldemar Barwiński – Wayne
- Krzysztof Banaszyk – Noel
- Rafał Rutkowski – pan Strzyżjemioł
- Matylda Kaczmarska – Grace
- Anna Gajewska – Magee
- Paweł Ciołkosz – Lanny
- Tobias Lelle – Crumbles
- Aleksander Bednarz – Mikołaj
- Daria Zawiałow – Fircyk

W pozostałych rolach:
- Bożena Furczyk
- Joanna Pach
- Anna Wodzyńska
- Olga Omeljaniec
- Grzegorz Drojewski
- Wojciech Machnicki
- Cezary Kwieciński
- Karol Wróblewski

Piosenki wykonała: Irina Ries
Reżyseria: Waldemar Modestowicz

Kierownictwo muzyczne: Agnieszka Tomicka

Tekst polski: Julian Scott

Teksty piosenek: Michał Wojnarowski

Wersja polska: SDI Media Polska
Lektor: Maciej Orłowski